# Elytroleptus scabricollis
Elytroleptus scabricollis är en skalbaggsart som beskrevs av Bates 1892. Elytroleptus scabricollis ingår i släktet Elytroleptus och familjen långhorningar.
Artens utbredningsområde är:
- Guatemala.
- Honduras.

Inga underarter finns listade i Catalogue of Life.